# سياسة الاتحاد الأوروبي

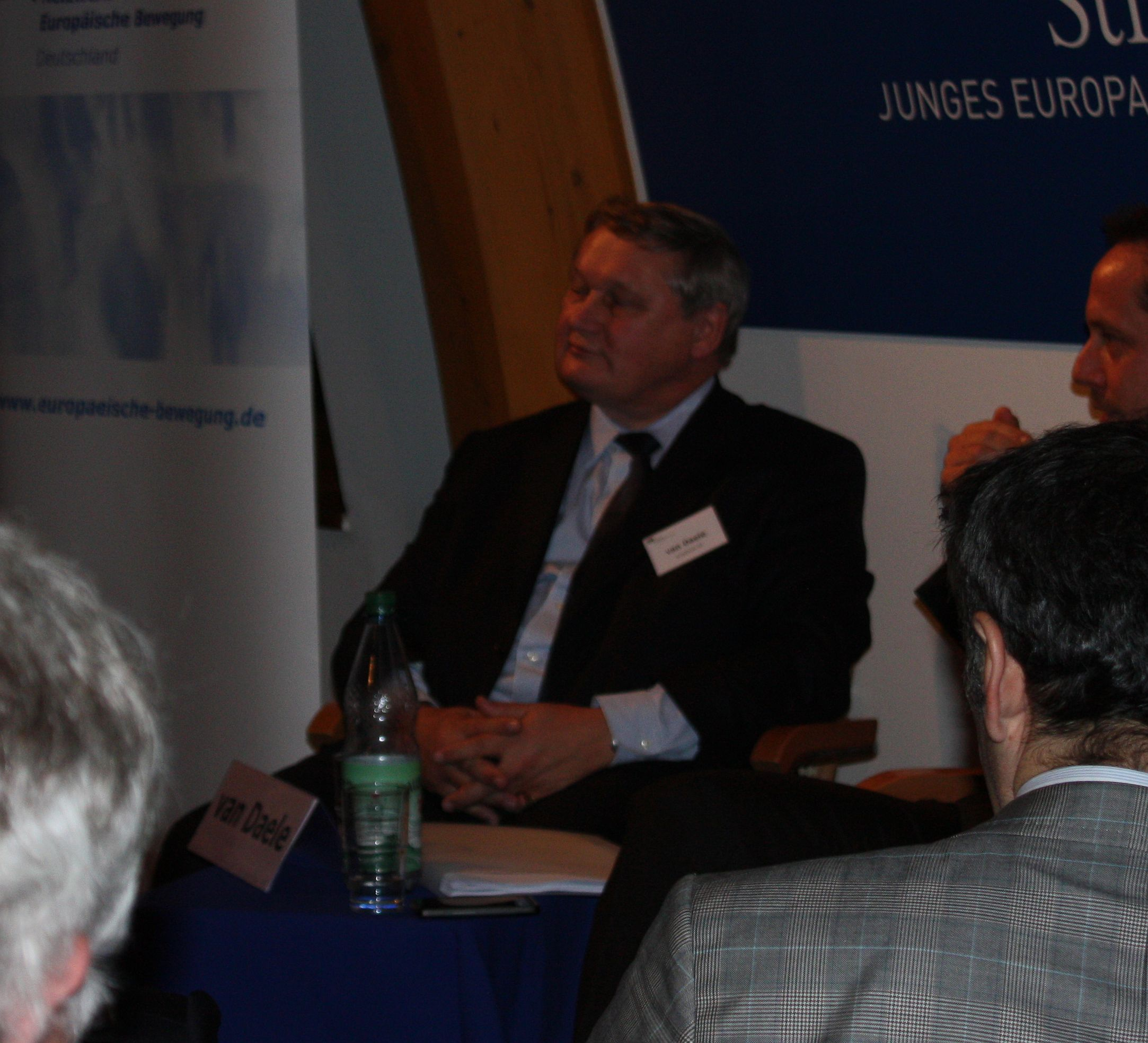
فرانس فان دايلي (رئيس مجلس الوزراء فان رومبوي) في الحركة الأوروبية بألمانيا 2010

تختلف سياسة الاتحاد الأوروبي عن سياسة المنظمات والدول الأخرى، وذلك بسبب الطبيعة الفريدة للاتحاد الأوروبي. فهو يشبه الاتحاد الكونفدرالي، وفيه تُقسم العديد من مجالات السياسة إلى مؤسسات مشتركة قادرة على سن القوانين؛ ومع ذلك، لا يتحكم الاتحاد الأوروبي، على عكس معظم الدول، في السياسة الخارجية أو السياسة الدفاعية أو غالبية سياسات الضرائب المباشرة (يحد الاتحاد الأوروبي من مستوى التباين المسموح به لضريبة القيمة المضافة). وتخضع هذه المجالات في المقام الأول لسيطرة الدول الأعضاء في الاتحاد الأوروبي، على الرغم من حدوث قدر معين من التعاون والتنسيق المنظم في هذه المجالات. ولكي يتخذ الاتحاد الأوروبي إجراءات جوهرية في هذه المجالات، يجب على جميع الدول الأعضاء إعطاء موافقتها. وإن قوانين الاتحاد الأوروبي التي تلغي القوانين الوطنية أكثر عددًا منها في الاتحادات التاريخية؛ ومع ذلك، فإن الاتحاد الأوروبي محظور من سن القوانين خارج نطاق صلاحياته أو عندما لا يكون من المناسب القيام بذلك على المستوى الوطني أو المحلي (تفريع السلطة) عند العمل خارج اختصاصاته الحصرية. ولا ينطبق مبدأ تفريع السلطة على مجالات الاختصاص الحصري.
تمزج المؤسسات المشتركة بين مظاهر النزعة الحكومية والفوق وطنية (على غرار الفيدرالية) للاتحاد الأوروبي. وتعلن معاهدات الاتحاد الأوروبي أن الاتحاد الأوروبي يقوم على أساس التمثيل الديمقراطي، وتجري انتخابات مباشرة للبرلمان الأوروبي. ويشكل البرلمان، مع المجلس، الذراع التشريعية للاتحاد الأوروبي. يتألف المجلس من الحكومات الوطنية، وبالتالي يمثل الطبيعة الحكومية للاتحاد الأوروبي. وتقترح المفوضية الأوروبية القوانين التي تُقر من قبل البرلمان والمجلس، وهي خاضعة للمساءلة على الرغم من أنها تتمتع بصلاحيات تنفيذية قليلة جدًا.
على الرغم من عقد الانتخابات المباشرة كل خمس سنوات، لا توجد أحزاب سياسية متماسكة بالمعنى الوطني. بدلاً من ذلك، توجد تحالفات بين الأحزاب المرتبطة أيديولوجياً، تتشارك مقاعدها وتصويتها معاً في البرلمان. وإن أكبر حزبين هما حزب الشعب الأوروبي (يمين الوسط) وحزب الاشتراكيين الأوروبيين (يسار الوسط)، مع تشكيل الحزب الأول أكبر مجموعة في البرلمان منذ عام 1999. بالإضافة إلى وجود خطوط تقسيم يمين ويسار في السياسة الأوروبية، هناك أيضًا انقسامات بين المؤيدين والمعارضين للتكامل الأوروبي (الموالية الأوروبية والشكوكية الأوروبية)، ما يشكل الطبيعة المتغيرة باستمرار للاتحاد الأوروبي، الذي يتبنى معاهدات الإصلاح المتعاقبة. تعد الشكوكية الأوروبية أقوى في شمال أوروبا، وخاصة في المملكة المتحدة، وبعض الدول الأعضاء الأقل اندماجًا من غيرها (التي تفضل عدم المشاركة).

## الأساس القانوني
تستند شرعية الاتحاد الأوروبي إلى نظام المعاهدات. نشأ التحرك نحو التوحيد لأول مرة في ميثاق كيلوغ - برييان في عام 1928، والذي اكتسب دولًا مناصرة خلال المفاوضات واتخذ موضوع التكامل لتحقيق السلام بين القوى العظمى. بعد الحرب العالمية الثانية، سعت أوروبا إلى إنهاء الصراع بشكل دائم بين فرنسا وألمانيا. انطلاقاً من روح مشروع مارشال، وقعت هاتان الدولتان على معاهدة باريس في عام 1951، لتأسيس الجماعة الأوروبية للفحم والصلب. منذ ذلك الحين، ألغيت معاهدة باريس، التي ركزت على تحديد الأسعار والمنافسة لأغراض السوق المشتركة. إن الأساس القانوني للجماعة الأوروبية يرتكز الآن على معاهدتين: معاهدة الاتحاد الأوروبي لعام 1958. ومعاهدة ماستريخت لعام 1992. أدت الإضافات والتعديلات المختلفة على المعاهدات إلى خليط من السياسة والتخطيط، ما ساهم في صعوبة التعامل مع الاتحاد الأوروبي. يشكل مجموع المعاهدات هذه الأساس الدستوري للاتحاد الأوروبي، وليس ميثاق حكومي واحد فعلي. هذه الضبابية هي سبب رئيسي «للقصور الديمقراطي».
يعد الاتحاد الأوروبي شخصية اعتبارية ومجموعة من المؤسسات الحاكمة التي تستمد صلاحياتها من المعاهدات. ومع ذلك، فإن السيادة لا تُستثمر في تلك المؤسسات، فهي مجمعة مع السيادة المطلقة بيد الحكومات الوطنية. وفي تلك المجالات التي مُنح فيها الاتحاد الأوروبي الصلاحيات، فإنه يمتلك السلطة لتمرير قوانين ملزمة ومباشرة على أعضائه.

### الاختصاصات
تنبع اختصاصات الاتحاد الأوروبي من جماعة الفحم والصلب الأصلية، والتي كان هدفها سوقًا متكاملًا. كانت الاختصاصات الأصلية تنظيمية بطبيعتها، وتقتصر على مسائل الحفاظ على بيئة عمل صحية. اقتصرت الأحكام على قوانين التجارة والعملة والمنافسة. ونتجت الزيادات في عدد اختصاصات الاتحاد الأوروبي عن عملية تُعرف باسم الامتداد الوظيفي. وأدى الامتداد الوظيفي، أولاً إلى تكامل الصناعات المصرفية والتأمينية لإدارة التمويل والاستثمار. وازداد حجم البيروقراطيات، ما تطلب تعديلات على نظام المعاهدات، إذ أن نطاق الاختصاصات دمج المزيد والمزيد من الوظائف. بينما تحافظ الدول الأعضاء على حرمة سيادتها، إلا أنها تبقى داخل نظام فوضت إليه مهام إدارة السوق. وقد توسعت هذه المهام لتشمل اختصاصات حرية تنقل الأشخاص والتوظيف والنقل والتنظيم البيئي.
اختصاصات الاتحاد الأوروبي فيما يتعلق بصلاحيات الدول الأعضاء فيه
| الاختصاصات الحصرية |
| يتمتع الاتحاد بصلاحية حصرية لإصدار التوجيهات وإبرام الاتفاقيات الدولية عندما ينص القانون التشريعي للاتحاد على ... |
| - الاتحاد الجمركي - وضع قواعد المنافسة اللازمة لعمل السوق الداخلية - السياسة النقدية للدول الأعضاء التي تتعامل باليورو - الحفاظ على الموارد البيولوجية البحرية بموجب السياسة المشتركة لمصايد الأسماك - السياسة التجارية المشتركة - إبرام بعض الاتفاقيات الدولية |

| الاختصاصات المشتركة | |
| لا يمكن للدول الأعضاء ممارسة الاختصاص في المجالات التي قام فيها الاتحاد بذلك، أي ... | لا تؤدي ممارسة الاتحاد للاختصاص إلى منع الدول الأعضاء من ممارسة صلاحياتها في ... |
| - السوق الداخلي - السياسة الاجتماعية، للجوانب المحددة في هذه المعاهدة - التماسك الاقتصادي والاجتماعي والإقليمي - الزراعة ومصايد الأسماك، باستثناء الحفاظ على الموارد البيولوجية البحرية - البيئة - حماية المستهلك - المواصلات - شبكات النقل عبر أوروبا - الطاقة - مجال الحرية والأمن والعدالة - مخاوف السلامة العامة في مسائل الصحة العامة، بالنسبة للجوانب المحددة في هذه المعاهدة | - البحث والتطوير التكنولوجي والفضاء (الخارجي) - التعاون الإنمائي والمساعدات الإنسانية _________________________________ ينسق الاتحاد سياسات الدول الأعضاء أو ينفذها بشكل مكمل لسياساتها المشتركة غير المشمولة في أي مكان آخر في ... _________________________________ - تنسيق السياسات الاقتصادية والتوظيفية والاجتماعية - السياسات الخارجية والأمنية والدفاعية المشتركة |

| اختصاصات داعمة |
| يمكن للاتحاد تنفيذ إجراءات لدعم أو تنسيق أو استكمال إجراءات الدول الأعضاء في ...                                                                     |
| - حماية وتحسين صحة الإنسان - الصناعة - الثقافة - السياحة - التعليم والشباب والرياضة والتدريب المهني -الحماية المدنية (منع الكوارث) - التعاون الإداري |